# Medmassa australiensis
Medmassa australiensis là một loài nhện trong họ Corinnidae.
Loài này thuộc chi Medmassa. Medmassa australiensis được Ludwig Carl Christian Koch miêu tả năm 1867.